# 东风镇 (盘锦市)
东风镇，是中华人民共和国辽宁省盘锦市大洼区下辖的一个乡镇级行政单位。1875年3月19日，中国近代政治人物张作霖生于驾掌寺乡马家房村西小洼屯。

## 行政区划
东风镇下辖以下地区：
驾掌寺村、大岗子村、河沿村、腰屯村、栾家村、马家村、叶家村、二道边子村、东风村、黄金带村和大北屯村。